# Пшеничное (Запорожская область)
Пшеничное (укр. Пшеничне) — село,
Новенский сельский совет,
Токмакский район,
Запорожская область,
Украина.
Код КОАТУУ — 2325282403. Население по переписи 2001 года составляло 117 человек.

## Географическое положение
Село Пшеничное находится в 3-х км от села Харьково.
По селу протекает пересыхающий ручей с запрудой.

## История
- до 1935 год — носило название село Сорочино, затем — Роскошное.
- В 1968 году переименовано в село Пшеничное.